# 佐々木丸美
佐々木 丸美（ささき まるみ、1949年1月23日 - 2005年12月25日）は、日本の小説家。北海道石狩郡当別町出身。

## 経歴
北海道当別高等学校卒業、北海学園大学法学部中退。
1975年、「雪の断章」で二千万円テレビ懸賞小説佳作入選。同作は1985年に斎藤由貴主演、相米慎二監督で、『雪の断章 -情熱-』として映画化された。
2005年12月25日、心不全のため死去。享年56。
2006年から2009年にかけ、未発表草稿を除く全作品が復刊された。
2009年1月30日から3月1日に小樽文学館にて、企画展「雪の断章・佐々木丸美展」が開催された。

## 著書

### 孤児四部作
- 雪の断章（1975年11月 講談社 / 1981年3月 講談社 / 1983年12月 講談社文庫 / 2006年12月 ブッキング / 2008年12月 創元推理文庫）
- 忘れな草（1978年1月 講談社 / 1987年2月 講談社文庫 / 2007年1月 ブッキング / 2009年1月 創元推理文庫）
- 花嫁人形（1979年2月 講談社 / 1987年5月 講談社文庫 / 2007年2月 ブッキング / 2009年3月 創元推理文庫）
- 風花の里（1981年5月 講談社 / 1989年4月 講談社文庫 / 2007年2月 ブッキング / 2009年5月 創元推理文庫）

### 館シリーズ三部作
- 崖の館（1977年1月 講談社 / 1988年1月 講談社文庫 / 2006年12月 創元推理文庫 / 2008年2月 ブッキング）
- 水に描かれた館（1978年8月 講談社 / 1988年9月 講談社文庫 / 2007年2月 創元推理文庫 / 2008年5月 ブッキング）
- 夢館（1980年3月 講談社 / 1988年12月 講談社文庫 / 2007年4月 創元推理文庫 / 2008年5月 ブッキング）

### その他
- 恋愛今昔物語（1979年9月 講談社 / 2007年8月 ブッキング）
- 新恋愛今昔物語（1981年4月 講談社 / 2007年8月 ブッキング）
- 舞姫-恋愛今昔物語（1981年6月 講談社 / 2007年12月 ブッキング）
- ながれ星（1981年11月 講談社 / 2007年10月 ブッキング）
- 橡家の伝説（1982年6月 講談社 / 2007年4月 ブッキング）
- 影の姉妹（1982年11月 講談社 / 2007年12月 ブッキング）
- 沙霧秘話（1983年2月 講談社 / 1989年12月 講談社文庫 / 2008年2月 ブッキング）
- 罪灯（1983年6月 講談社 / 2007年6月 ブッキング / 2009年11月 創元推理文庫）
- 罪・万華鏡（1983年10月 講談社 / 2007年6月 ブッキング / 2009年12月 創元推理文庫）
- 榛家の伝説（1984年11月 講談社 / 2007年4月 ブッキング）